# Oreocyba
Genre
Oreocyba est un genre d'araignées aranéomorphes de la famille des Linyphiidae.

## Distribution
Les espèces de ce genre se rencontrent au Kenya et en Ouganda.

## Liste des espèces
Selon World Spider Catalog (version 16.5, 9/11/2015) :
- Oreocyba elgonensis (Fage, 1936)
- Oreocyba propinqua Holm, 1962

## Publication originale
- Holm, 1962 : The spider fauna of the East African mountains. Part I: Fam. Erigonidae. Zoologiska Bidrag Från Uppsala, vol. 35, p. 19-204.